# Peperomia parvibacca
Peperomia parvibacca är en pepparväxtart som beskrevs av C. Dc.. Peperomia parvibacca ingår i släktet peperomior, och familjen pepparväxter. Inga underarter finns listade i Catalogue of Life.